# Albert Reynolds

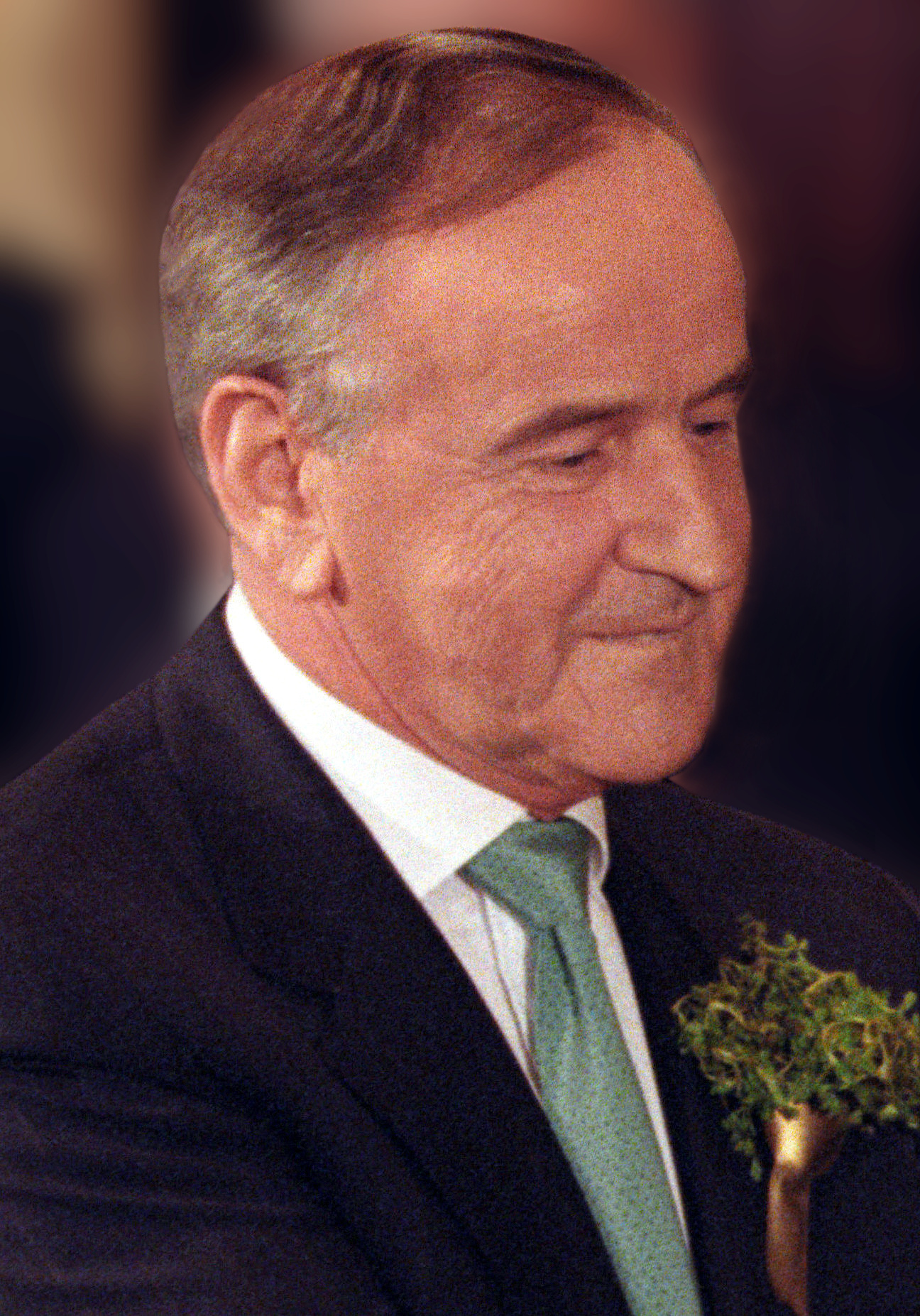
Albert Reynolds, 1994

Albert Reynolds (irisch: Ailbhe Mac Raghnaill, * 3. November 1932 in Roosky, County Roscommon; † 21. August 2014 in Dublin) war ein irischer Politiker und von 1992 bis 1994 Ministerpräsident (Taoiseach) Irlands.

## Leben
Nachdem er sich zunächst als Geschäftsmann betätigt hatte, trat Reynolds erst relativ spät in die aktive Politik ein. 1977 wurde er ins Unterhaus des irischen Parlaments (Dáil Éireann) gewählt. Er amtierte von 1979 bis 1981 als Postminister, 1982 als Minister für Industrie und Energie und 1987 als Minister für Industrie und Wirtschaft. 1988 wurde er zum Finanzminister ernannt. Dieses Amt hatte er bis 1992 inne, ehe er als Nachfolger von Charles J. Haughey zum Ministerpräsidenten in der Regierung Reynolds I gewählt wurde. Ebenfalls 1992 wurde er Vorsitzender der Partei Fianna Fáil. Mit dem britischen Premierminister John Major handelte er die „Downing Street Declaration“ vom 15. Dezember 1993 aus, in der beide erklärten, dass es ausschließlich der Bevölkerung der irischen Insel, also der Republik Irland und Nordirlands zukomme, in gegenseitigem Einvernehmen über die Zukunft Irlands zu bestimmen. Diese Erklärung war ein bedeutsamer Zwischenschritt zur Beilegung des Nordirlandkonfliktes; sie wurde zu einer der Voraussetzungen des Karfreitagsabkommens vom 10. April 1998.
Nach dem Scheitern der Koalition mit der Irish Labour Party trat er im Dezember 1994 von seinem Amt als Ministerpräsident und als Parteivorsitzender zurück.
Reynolds’ Frau Kathleen, Mutter von sieben Kindern, starb im Mai 2021 im Alter von 88 Jahren.